# NGC 388
NGC 388 (również PGC 4005) – galaktyka eliptyczna (E1), znajdująca się w gwiazdozbiorze Ryb. Odkrył ją 4 listopada 1850 roku Bindon Stoney – asystent Williama Parsonsa. Należy do grupy galaktyk skatalogowanej jako Arp 331 w Atlasie Osobliwych Galaktyk Haltona Arpa.